# Daniel Moriz Lehr
Daniel Moriz Lehr (* 1954 in Karlsruhe) ist ein deutscher Bildhauer und Maler.

## Leben

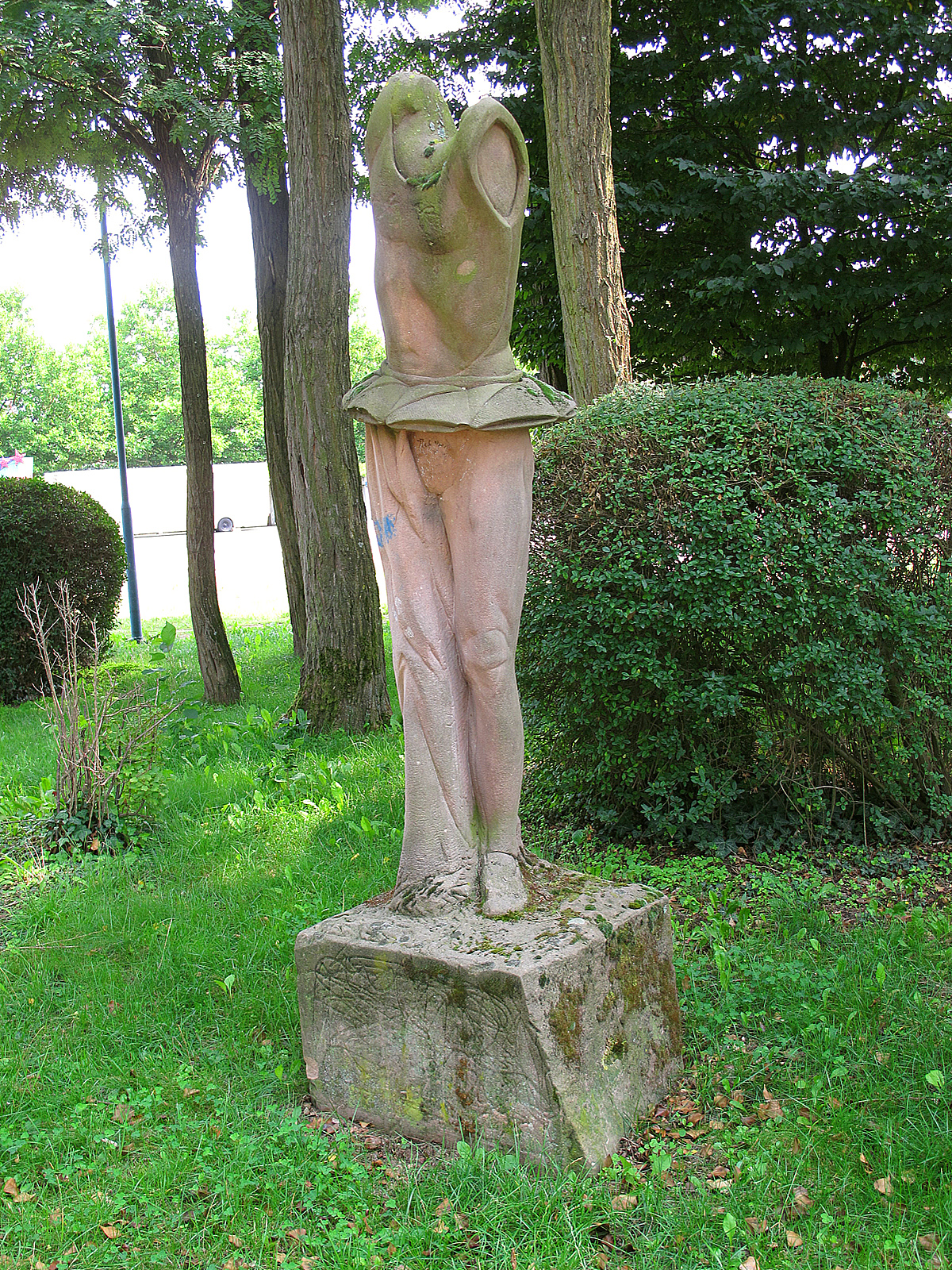
Daniel Moriz Lehr, Harlekin, 1989, Skulpturenweg Jockgrim

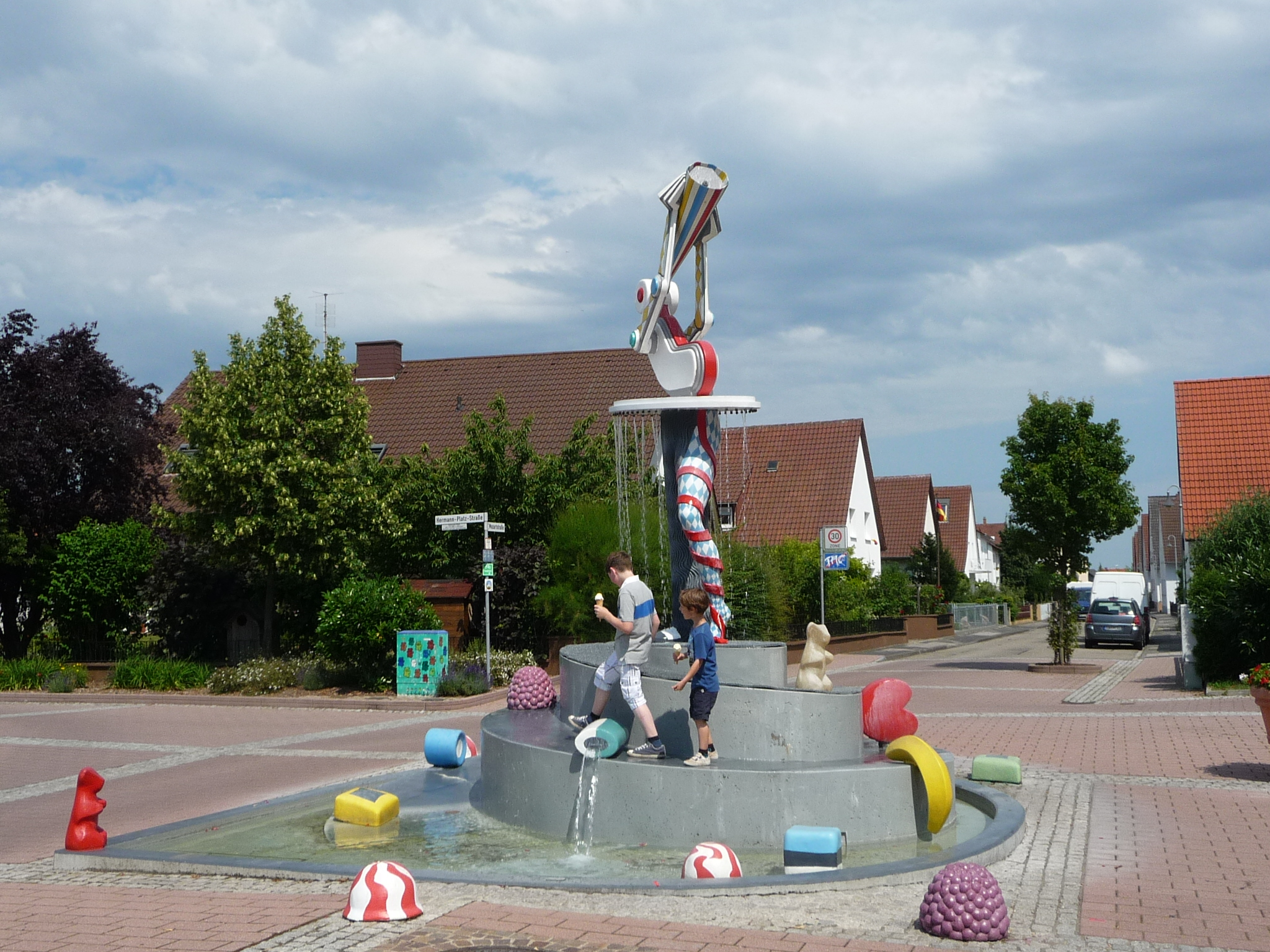
Daniel Moriz Lehr, Jahrmarktsbrunnen, Offenbach an der Queich

Lehr wurde 1954 als Sohn des Bildhauers Frido Lehr und der Malerin Eva Lehr sowie als Enkel des Bibliothekars und Verlegers Herbert Stubenrauch (1896–1958) geboren.
Lehr absolvierte von 1973 bis 1976 eine Bildhauerlehre in Basel und Rheinfelden, nach der er von 1978 bis 1983 er Bildhauerei und Malerei an der Staatlichen Akademie der Bildenden Künste in Karlsruhe bei Albrecht von Hancke, Hiromi Akiyama und Otto Herbert Hajek studierte. Seit 1981 ist Lehr als freischaffender Bildhauer und Maler tätig.
Lehr lebt in Bad Bergzabern und Oberroedern.

## Auszeichnungen

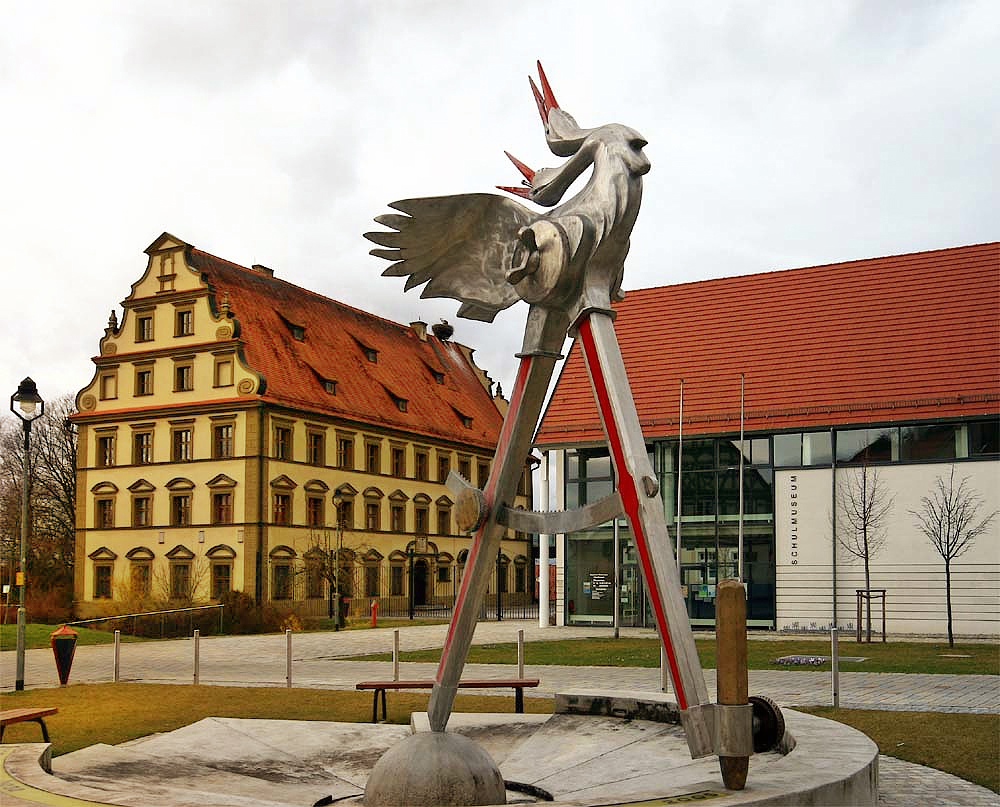
Brunnen auf dem Schlossplatz Ichenhausen

1982 erhielt er den Akademiepreis Karlsruhe und 1986 ein Arbeitsstipendium des Landes Rheinland-Pfalz. Es folgte ein Förderstipendium des Landes Baden-Württemberg. 1988 war er Kunstpreisträger der Südlichen Weinstraße und 2008 der Publikumspreisträger (PAMINAPREIS) der Museumsgesellschaft Ettlingen. Auch wurde Lehr zu diversen internationalen Bildhauersymposien eingeladen.

## Kunst im Öffentlichen Raum
- 1985–1990: Brunnen- und Platzgestaltung St. Urban in Schweigen-Rechtenbach
- 1992: Brunnenentwurf und Platzgestaltung für die Gemeinde Freckenfeld
- 1993: Hängeobjekt ‚Tim‘ für die Gemeinde Minfeld auf dem Platz vor dem Kulturzentrum und der Schule
- 1996: Löwe, Rennbuckelschule Karlsruhe
- 1997: Brunnengestaltung vor dem Kulturzentrum und der Bücherei in Offenbach an der Queich „Buchbrunnen“[2]
- 1997: Eingangsbereich Bürgerhaus in Schweigen-Rechtenbach
- 1997: Majolika-Keramik, Grundschule Steinweiler, „Kunst am Bau“
- 1999: Brunnen und Platzgestaltung Kirchplatz in Böchingen (in Gemeinschaftsarbeit mit dem Bildhauer Burghard Knauf)
- 2000: Klappmeter-Denkmal, Maikammer[3]
- 2003: Marktplatzgestaltung mit Brunnen Offenbach an der Queich (Gemeinschaftsarbeit mit Lucie Wegmann)
- 2003: Leuchtskulptur vor Seniorenheim Offenbach/Queich (Gemeinschaftsarbeit mit Lucie Wegmann)
- 2005 Brunnen- und Platzgestaltung Schlossplatz / Ichenhausen vor dem Bayr. Schulmuseum (Gemeinschaftsarbeit mit Lucie Wegmann)
- 2006: Freiplastik auf dem Verkehrskreisel Annweiler-Nord, realisiert 2006 (Gemeinschaftsarbeit mit Lucie Wegmann)
- 2009: Freiplastik auf dem Schlaucherplatz in Karlsruhe-Daxlanden
- 2009: Freiplastik vor dem Studierendenwerk Pirmasens (Gemeinschaftsarbeit mit Lucie Wegmann)
- 2011: „Kunst am Bau“ für die Freiherr-vom-Stein-Realschule plus in Montabaur/Nentershausen  (Gemeinschaftsarbeit mit Lucie Wegmann)
- 2012: Edith-Stein-Gedenkstätte für die Stadt Bad Bergzabern

## Ausstellungen (Auswahl)

### Einzelausstellungen
- 1981: Orangerie des neuen Schlosses in Baden-Baden anlässlich der Landesgartenschau Baden-Württemberg, Katalog
- 1984: Kunstverein Karlsruhe
- 1985: Villa Streccius „Villa im Licht“, Landau
- 1985: Freilandinstallation „Lavandeurs“, Wissembourg
- 1985: Rauminstallationen im Kunstverein Bad Bergzabern „Alles für die Katz?“
- 1989: Altes Rathaus Wörth

### Gruppenausstellungen
- 1980: Kunstförderung des Landes Baden-Württemberg, verbunden mit einer Ausstellung im Kunstverein Pforzheim
- 1981: „Hommage à Baden-Baden - Stadt und Landschaft“ / Aktion „Schwimmer in der Oos“ vor der Kunsthalle Baden-Baden
- 1983: Haueisenpreis, Jockgrim
- 1985: Kahnweiler-Preis
- 1988: Pfalzpreis, Pfalzgalerie Kaiserslautern
- 1990: Ausstellung der Deutschen Parlamentarischen Gesellschaft Bonn
- 1991: „Pfalz heute“, Pfalzgalerie Kaiserslautern
- 1991: Emy-Roeder-Preis, Kunstverein Ludwigshafen
- 1992: Purrmann-Preis, Kunstverein Speyer
- 1992: „Grenzmarken“, Villa Streccius
- 1993: Gruppenausstellung rheinland-pfälzischer Künstler, Landesregierung Rheinland-Pfalz in Bonn
- 1994: „Kunst außerhalb des Rahmens“, Germersheim, Fronte Beckers
- 1994: Skulpturenweg Rheinland-Pfalz in Zusammenarbeit mit dem Theodor-Zink-Museum in Kaiserslautern
- 2007: Städtische Galerie Villa Streccius, Landau